# Бертель, Ольга Андреевна
Ольга Андреевна Бертель — советский хозяйственный, государственный и политический деятель.

## Биография
Родилась в деревне Большие Коваличи Гродненского района Гродненской области. Член ВКП(б).
Муж — западно-белорусский коммунистический и революционный деятель Александр Бертель (1902 — 21.9.1939). Во время битвы за Гродно при присоединении Западной Белоруссии местные жители и польские солдаты сожгли дом Бертеля, застрелив его и его дочь, а также ранив сына. Ольга Андреевна сильно обгорела, спасая второго сына.
С 1946 года — на хозяйственной, общественной и политической работе. В 1946—1965 гг. — рабочая, мастер Гродненского кожевенного завода № 4.
Избиралась депутатом Верховного Совета Белорусской ССР 2-го созыва, Верховного Совета СССР 3-го созыва.
Умерла в 1986 году в Гродно.